# Бродрик, Джордж, 3-й виконт Мидлтон
Джордж Бродрик, 3-й виконт Мидлтон (англ. George Brodrick, 3rd Viscount Midleton; 3 октября 1730 — 22 августа 1765) — англо-ирландский пэр и политик.

## Происхождение
Родился 3 октября 1730 года. Первый и единственный выживший сын Алана Бродрика, 2-го виконта Мидлтона (1702—1747), и Мэри Капель (? — 1762), второй дочери Элджернона Капеля, 2-го графа Эссекса. Бродрики были английской семьей, которая обосновалась в Ирландии в середине 17-го века. Дедушка Бродрика, Алан Бродрик, 1-й виконт Мидлтон, возвысился до должности лорда-канцлера Ирландии. Король Георг II был крестным отцом на крестинах Джорджа Бродрика.

## Карьера
8 июня 1717 года после смерти своего отца 16-летний Джордж Бродрик унаследовал титулы  3-го виконта Мидлтона из Мидлтона в графстве Корк (Пэрство Ирландии) и  3-го барона Бродрика из Мидлтона в графстве Корк (Пэрство Ирландии).
Джордж Бродрик получил образование в Итонском колледже в 1742—1745 годах. Он заседал в Палате общин Великобритании от Эшбертона (1754—1761) и Шорема (1761—1765).
В 1762 году он поручил сэру Уильяму Чеймберсу построить особняк в своем поместье в Пепер-Хароу в графстве Суррей. Он умер до того, как строительство было завершено, а его сын завершил его, когда достиг совершеннолетия. Сейчас дом является памятником архитектуры I категории.
Лорд Мидлтон скончался от абсцесса селезенки 22 августа 1765 года и был похоронен шесть дней спустя в Уондсворте. Ему наследовал его старший сын Джордж.

## Семья
Джордж Бродрик женился 1 мая 1752 года на Альбинии Таунсенд (? — 18 сентября 1808), дочери достопочтенного Томаса Таунсенда от Альбинии Селвин. У супругов было шесть сыновей:
- Джордж Бродрик, 4-й виконт Мидлтон (1 ноября 1754 — 12 августа 1836), старший сын и преемник отца.
- Достопочтенный Томас Бродрик (17 апреля 1756 — 13 января 1795), заместитель министра внутренних дел.
- Достопочтенный Генри Бродрик (12 декабря 1758 — 16 июня 1785), капитан и подполковник 1-го полка пехотной гвардии
- Преподобный Чарльз Бродрик (3 мая 1761 — 6 мая 1822), архиепископ Кашела.
- Достопочтенный Уильям Бродрик (14 февраля 1763 — 29 апреля 1819), депутат парламента от Уитчерча
- Достопочтенный Джон Бродрик (3 ноября 1765 — 9 октября 1842), генерал и губернатор Мартиники[5].